# Lutuhyne
Lutuhyne (ukrajinsky Лутугине; rusky Лутугино – Lutugino) je město v Luhanské oblasti na Ukrajině. Leží na pravém břehu Vilchivky (přítoku Luhaně) 21 kilometrů jihozápadně od Luhanska, správního střediska celé oblasti. V roce 2013 v něm žilo přes osmnáct tisíc obyvatel.

## Dějiny
Dějiny města začínají v roce 1897, kdy zde byla postavena železniční stanice a továrna v souvislosti s těžbou uhlí, vápna a písku. Vzniklá osada se nazývala původně Šmidtovka (ukrajinsky Шмідтовка) podle německého podnikatele Schmidta. V roce 1925 došlo k přejmenování na počest ruského geologa Leonida Ivanoviče Lutugina a v roce 1965 se Lutuhyne stalo městem.